# 德梅拉拉-馬海卡區
德梅拉拉-馬海卡區（第四區）是圭亞那的10個行政區之一，位於該國東北部，首府設於帕拉代斯，北鄰大西洋，東毗馬海卡-伯比斯區，南臨上德梅拉拉-伯比斯區，西接埃塞奎博群島-西德梅拉拉區，面積1,843平方公里，2002年人口310,320。
6°45′N 57°59′W / 6.750°N 57.983°W
1. ↑  . Stabroek News.   [18 August 2020]. （原始内容存档于2023-09-08）.
2. ↑  . Regional Democratic Council Region No. 4via Facebook.   [18 August 2020]. （原始内容存档于2022-01-24）.
3. ↑  Macmillan Publishers. . . Oxford: Macmillan Caribbean. 2009: 33. ISBN 9780333934173.